# أتسوشي فوجيتا
أتسوشي فوجيتا (باليابانية: 藤田敦史؛ بالكانا: ふじた あつし) هو عداء مراثوني ياباني، ولد في 6 نوفمبر 1976 في شيراكاوا في اليابان.

## وصلات خارجية
- أتسوشي فوجيتا على موقع الاتحاد الدولي لألعاب القوى (الإنجليزية)